# Todd Woodbridge
Todd Andrew Woodbridge (ur. 2 kwietnia 1971 w Sydney) – australijski tenisista, wielokrotny mistrz rozgrywek wielkoszlemowych w deblu i mikście, lider rankingu ATP deblistów, złoty medalista igrzysk olimpijskich z Atlanty (1996) w grze podwójnej i srebrny medalista igrzysk olimpijskich z Sydney (2000), zdobywca Pucharu Davisa.

## Kariera tenisowa
Woodbridge jako junior był czołowym deblistą, wygrywając łącznie siedem turniejów wielkoszlemowych. Grając już jako zawodowiec, w grze pojedynczej Australijczyk ma w swoim dorobku dwa tytuły singlowe zawodów kategorii ATP World Tour, najpierw w 1995 roku w Coral Springs, a następnie w 1997 w Adelaide. Dodatkowo Woodbridge był uczestnikiem siedmiu finałów. W 1997 roku awansował do półfinału Wimbledonu, eliminując m.in. Patricka Raftera, a ponosząc porażkę z Pete’em Samprasem. Tuż po zakończeniu turnieju Australijczyk został sklasyfikowany na 19. miejscu w klasyfikacji singlowej ATP, najwyższym w karierze.
W grze podwójnej Woodbridge zwyciężył w 16 turniejach wielkoszlemowych. Łącznie w przeciągu swojej kariery triumfował w 83 turniejach rangi ATP World Tour, a w dalszych 31 był finalistą. Od 1991 do 2000 roku tworzył jedną z najsłynniejszych par deblowych wraz z Markiem Woodforde’em. Duet nosił przydomek „The Woodies” i wywalczyli razem 61 tytułów deblowych, w tym 11 wielkoszlemowych turniejów oraz mistrzostwo olimpijskie w Atlancie (1996) i wicemistrzostwo w Sydney (2000). W latach 1992, 1995, 1996, 1997 i 2000 para była wybierana deblem roku. Po zakończeniu kariery przez Woodforde’a Woodbridge kontynuował starty z Jonasem Björkmanem, z którym to wygrał 5 wielkoszlemowych imprez. Dnia 6 lipca 1992 roku Woodbridge został sklasyfikowany na pozycji lidera rankingu deblistów.
Występując w grze mieszanej Woodbridge siedmiokrotnie zwyciężał w zawodach wielkoszlemowych i ośmiokrotnie dochodził do finałów.
Jako reprezentant Australii w Pucharze Davisa, w 1999 i 2003 roku przyczynił się do końcowego zwycięstwa. W 1999 roku Australijczycy pokonali w finale Francuzów, a w 2003 roku Hiszpanię.
W 2005 roku, po zakończeniu Wimbledonu Woodbridge zakończył tenisową karierę, w trakcie której jego zarobki przekroczyły kwotę 10 milionów dolarów. W 2010 roku, wraz z Markiem Woodforde, został przyjęty do Międzynarodowej Tenisowej Galerii Sławy.

### Finały w turniejach ATP World Tour

#### Gra pojedyncza (2–7)
| Legenda                             |
| Wielki Szlem (0–0)                  |
| Igrzyska olimpijskie (0–0)          |
| Tennis Masters Cup (0–0)            |
| ATP Masters Series (0–1)            |
| ATP International Series Gold (0–2) |
| ATP International Series (2–4)      |

| Wygrane według nawierzchni |
| Twarda (1–5)               |
| Ceglana (1–0)              |
| Trawiasta (0–2)            |
| Dywanowa (0–0)             |

| Końcowy wynik | Nr | Data             | Turniej       | Nawierzchnia  | Przeciwnik       | Wynik finału     |
| Finalista     | 1. | 19 sierpnia 1990 | New Haven     | Twarda        | Derrick Rostagno | 3:6, 3:6         |
| Finalista     | 2. | 26 kwietnia 1992 | Seul          | Twarda        | Shūzō Matsuoka   | 3:6, 6:4, 5:7    |
| Finalista     | 3. | 25 kwietnia 1993 | Seul          | Twarda        | Chuck Adams      | 4:6, 4:6         |
| Finalista     | 4. | 10 lipca 1994    | Newport       | Trawiasta     | David Wheaton    | 4:6, 6:3, 6:7(5) |
| Zwycięzca     | 1. | 21 maja 1995     | Coral Springs | Ceglana       | Greg Rusedski    | 6:4, 6:2         |
| Finalista     | 5. | 25 czerwca 1995  | Nottingham    | Trawiasta     | Javier Frana     | 6:7(4), 3:6      |
| Finalista     | 6. | 25 sierpnia 1996 | Toronto       | Twarda        | Wayne Ferreira   | 2:6, 4:6         |
| Zwycięzca     | 2. | 5 stycznia 1997  | Adelaide      | Twarda        | Scott Draper     | 6:2, 6:1         |
| Finalista     | 7. | 23 lutego 1997   | Memphis       | Twarda (hala) | Michael Chang    | 3:6, 4:6         |

#### Gra podwójna (83–31)
| Legenda                              |
| Wielki Szlem (16–4)                  |
| Igrzyska olimpijskie (1–1)           |
| Tennis Masters Cup (2–2)             |
| ATP Masters Series (18–8)            |
| ATP International Series Gold (12–2) |
| ATP International Series (34–14)     |

| Wygrane według nawierzchni |
| Twarda (42–20)             |
| Ceglana (13–5)             |
| Trawiasta (15–4)           |
| Dywanowa (13–2)            |

| Końcowy wynik | Nr  | Data                 | Turniej                       | Nawierzchnia    | Partner           | Przeciwnicy w finale                 | Wynik finału             |
| Finalista     | 1.  | 17 kwietnia 1988     | Madryt                        | Ceglana         | Jason Stoltenberg | Sergio Casal Emilio Sánchez          | 7:6, 6:7, 3:6            |
| Zwycięzca     | 1.  | 11 marca 1990        | Casablanca                    | Ceglana         | Simon Youl        | Paul Haarhuis Mark Koevermans        | 6:3, 6:1                 |
| Finalista     | 2.  | 22 kwietnia 1990     | Seul                          | Twarda          | Jason Stoltenberg | Grant Connell Glenn Michibata        | 6:7, 4:6                 |
| Finalista     | 3.  | 6 maja 1990          | Singapur                      | Twarda          | Brad Drewett      | Mark Kratzmann Jason Stoltenberg     | 1:6, 0:6                 |
| Zwycięzca     | 2.  | 30 września 1990     | Brisbane                      | Twarda          | Jason Stoltenberg | Brian Garrow Mark Woodforde          | 2:6, 6:4, 6:4            |
| Zwycięzca     | 3.  | 17 lutego 1991       | Bruksela                      | Dywanowa (hala) | Mark Woodforde    | Libor Pimek Michiel Schapers         | 6:3, 6:0                 |
| Zwycięzca     | 4.  | 10 marca 1991        | Kopenhaga                     | Dywanowa (hala) | Mark Woodforde    | Mansur Bahrami Andriej Olchowski     | 6:3, 6:1                 |
| Zwycięzca     | 5.  | 14 kwietnia 1991     | Tokio                         | Twarda          | Stefan Edberg     | John Fitzgerald Anders Järryd        | 6:4, 5:7, 6:4            |
| Zwycięzca     | 6.  | 16 czerwca 1991      | Londyn                        | Trawiasta       | Mark Woodforde    | Grant Connell Glenn Michibata        | 6:4, 7:6                 |
| Zwycięzca     | 7.  | 25 sierpnia 1991     | Schenectady                   | Twarda          | Javier Sánchez    | Andrés Gómez Emilio Sánchez          | 3:6, 7:6, 7:6            |
| Zwycięzca     | 8.  | 29 września 1991     | Brisbane                      | Twarda          | Mark Woodforde    | John Fitzgerald Glenn Michibata      | 7:6, 6:3                 |
| Zwycięzca     | 9.  | 26 stycznia 1992     | Australian Open, Melbourne    | Twarda          | Mark Woodforde    | Kelly Jones Rick Leach               | 6:4, 6:3, 6:4            |
| Zwycięzca     | 10. | 16 lutego 1992       | Memphis                       | Twarda (hala)   | Mark Woodforde    | Kevin Curren Gary Muller             | 7:5, 4:6, 7:6            |
| Zwycięzca     | 11. | 23 lutego 1992       | Filadelfia                    | Dywanowa (hala) | Mark Woodforde    | Jim Grabb Richey Reneberg            | 6:4, 7:6                 |
| Zwycięzca     | 12. | 5 kwietnia 1992      | Singapur                      | Twarda          | Mark Woodforde    | Grant Connell Glenn Michibata        | 6:7, 6:2, 6:4            |
| Zwycięzca     | 13. | 16 sierpnia 1992     | Cincinnati                    | Twarda          | Mark Woodforde    | Patrick McEnroe Jonathan Stark       | 6:3, 1:6, 6:3            |
| Zwycięzca     | 14. | 18 października 1992 | Tokio                         | Dywanowa (hala) | Mark Woodforde    | Jim Grabb Richey Reneberg            | 6:3, 1:6, 6:3            |
| Zwycięzca     | 15. | 1 listopada 1992     | Sztokholm                     | Dywanowa (hala) | Mark Woodforde    | Steve DeVries David Macpherson       | 6:3, 6:4                 |
| Zwycięzca     | 16. | 22 listopada 1992    | ATP Finals, Johannesburg      | Twarda          | Mark Woodforde    | John Fitzgerald Anders Järryd        | 6:2, 7:6, 5:7, 3:6, 6:3  |
| Zwycięzca     | 17. | 10 stycznia 1993     | Adelaide                      | Twarda          | Mark Woodforde    | John Fitzgerald Laurie Warder        | 6:4, 7:5                 |
| Zwycięzca     | 18. | 14 lutego 1993       | Memphis                       | Twarda (hala)   | Mark Woodforde    | Jacco Eltingh Paul Haarhuis          | 7:5, 6:2                 |
| Zwycięzca     | 19. | 18 kwietnia 1993     | Hongkong                      | Twarda          | Mark Woodforde    | Sandon Stolle Jason Stoltenberg      | 6:1, 6:3                 |
| Zwycięzca     | 20. | 13 czerwca 1993      | Londyn                        | Trawiasta       | Mark Woodforde    | Neil Broad Gary Muller               | 6:7, 6:3, 6:4            |
| Zwycięzca     | 21. | 4 lipca 1993         | Wimbledon, Londyn             | Trawiasta       | Mark Woodforde    | Grant Connell Patrick Galbraith      | 7:6, 6:3, 7:6            |
| Zwycięzca     | 22. | 31 października 1993 | Sztokholm                     | Dywanowa (hala) | Mark Woodforde    | Gary Muller Danie Visser             | 6:1, 3:6, 6:2            |
| Finalista     | 4.  | 28 listopada 1993    | ATP Finals, Johannesburg      | Twarda(hala)    | Mark Woodforde    | Jacco Eltingh Paul Haarhuis          | 6:7, 6:7, 4:6            |
| Zwycięzca     | 23. | 6 lutego 1994        | Dubaj                         | Twarda          | Mark Woodforde    | Darren Cahill John Fitzgerald        | 6:7, 6:4, 6:2            |
| Zwycięzca     | 24. | 8 maja 1994          | Pinehurst                     | Ceglana         | Mark Woodforde    | Jared Palmer Richey Reneberg         | 6:2, 3:6, 6:3            |
| Finalista     | 5.  | 12 czerwca 1994      | Londyn                        | Trawiasta       | Mark Woodforde    | Jan Apell Jonas Björkman             | 6:3, 6:7, 4:6            |
| Zwycięzca     | 25. | 3 lipca 1994         | Wimbledon, Londyn             | Trawiasta       | Mark Woodforde    | Grant Connell Patrick Galbraith      | 7:6(3), 6:3, 6:1         |
| Zwycięzca     | 26. | 21 sierpnia 1994     | Indianapolis                  | Twarda          | Mark Woodforde    | Jim Grabb Richey Reneberg            | 6:3, 6:4                 |
| Finalista     | 6.  | 11 września 1994     | US Open, Nowy Jork            | Twarda          | Mark Woodforde    | Jacco Eltingh Paul Haarhuis          | 3:6, 6:7                 |
| Zwycięzca     | 27. | 30 października 1994 | Sztokholm                     | Dywanowa (hala) | Mark Woodforde    | Jan Apell Jonas Björkman             | 6:3, 6:4                 |
| Finalista     | 7.  | 27 listopada 1994    | ATP Finals, Dżakarta          | Twarda hala)    | Mark Woodforde    | Jan Apell Jonas Björkman             | 4:6, 6:4, 6:4, 6:7, 6:7  |
| Zwycięzca     | 28. | 15 stycznia 1995     | Sydney                        | Twarda          | Mark Woodforde    | Trevor Kronemann David Macpherson    | 7:6, 6:4                 |
| Zwycięzca     | 29. | 19 marca 1995        | Miami                         | Twarda          | Mark Woodforde    | Jim Grabb Patrick McEnroe            | 6:3, 7:6                 |
| Zwycięzca     | 30. | 14 maja 1995         | Pinehurst                     | Ceglana         | Mark Woodforde    | Alex O’Brien Sandon Stolle           | 6:2, 6:4                 |
| Zwycięzca     | 31. | 21 maja 1995         | Coral Springs                 | Ceglana         | Mark Woodforde    | Sergio Casal Emilio Sánchez          | 6:3, 6:1                 |
| Zwycięzca     | 32. | 9 lipca 1995         | Wimbledon, Londyn             | Trawiasta       | Mark Woodforde    | Rick Leach Scott Melville            | 7:5, 7:6, 7:6            |
| Zwycięzca     | 33. | 13 sierpnia 1995     | Cincinnati                    | Twarda          | Mark Woodforde    | Mark Knowles Daniel Nestor           | 6:2, 3:0 krecz           |
| Zwycięzca     | 34. | 10 września 1995     | US Open, Nowy Jork            | Twarda          | Mark Woodforde    | Alex O’Brien Sandon Stolle           | 6:3, 6:3                 |
| Finalista     | 8.  | 27 listopada 1995    | Wiedeń                        | Dywanowa (hala) | Mark Woodforde    | Ellis Ferreira Jan Siemerink         | 4:6, 5:7                 |
| Zwycięzca     | 35. | 7 stycznia 1996      | Adelaide                      | Twarda          | Mark Woodforde    | Jonas Björkman Tommy Ho              | 7:5, 7:6                 |
| Finalista     | 9.  | 25 lutego 1996       | Memphis                       | Twarda (hala)   | Mark Woodforde    | Mark Knowles Daniel Nestor           | 4:6, 5:7                 |
| Zwycięzca     | 36. | 3 marca 1996         | Filadelfia                    | Dywanowa (hala) | Mark Woodforde    | Byron Black Grant Connell            | 7:6, 6:2                 |
| Zwycięzca     | 37. | 17 marca 1996        | Indian Wells                  | Twarda          | Mark Woodforde    | Brian MacPhie Michael Tebbutt        | 1:6, 6:2, 6:2            |
| Zwycięzca     | 38. | 24 marca 1996        | Miami                         | Twarda          | Mark Woodforde    | Ellis Ferreira Patrick Galbraith     | 6:1, 6:3                 |
| Zwycięzca     | 39. | 21 kwietnia 1996     | Tokio                         | Twarda          | Mark Woodforde    | Mark Knowles Rick Leach              | 6:2, 6:3                 |
| Zwycięzca     | 40. | 19 maja 1996         | Coral Springs                 | Ceglana         | Mark Woodforde    | Ivan Baron Brett Hansen-Dent         | 6:3, 6:3                 |
| Zwycięzca     | 41. | 16 czerwca 1996      | Londyn                        | Trawiasta       | Mark Woodforde    | Sébastien Lareau Alex O’Brien        | 6:3, 7:6                 |
| Zwycięzca     | 42. | 7 lipca 1996         | Wimbledon, Londyn             | Trawiasta       | Mark Woodforde    | Byron Black Grant Connell            | 4:6, 6:1, 6:3, 6:2       |
| Zwycięzca     | 43. | 29 lipca 1996        | Igrzyska olimpijskie, Atlanta | Twarda          | Mark Woodforde    | Neil Broad Tim Henman                | 6:4, 6:4, 6:2            |
| Zwycięzca     | 44. | 8 września 1996      | US Open, Nowy Jork            | Twarda          | Mark Woodforde    | Jacco Eltingh Paul Haarhuis          | 4:6, 7:6, 7:6            |
| Zwycięzca     | 45. | 6 października 1996  | Singapur                      | Dywanowa (hala) | Mark Woodforde    | Martin Damm Andriej Olchowski        | 7:6, 7:6                 |
| Zwycięzca     | 46. | 17 listopada 1996    | ATP Finals, Hartford          | Dywanowa (hala) | Mark Woodforde    | Sébastien Lareau Alex O’Brien        | 6:4, 5:7, 6:2, 7:6       |
| Finalista     | 10. | 5 stycznia 1997      | Adelaide                      | Twarda          | Mark Woodforde    | Patrick Rafter Bryan Shelton         | 4:6, 6:1, 3:6            |
| Zwycięzca     | 47. | 26 stycznia 1997     | Australian Open, Melbourne    | Twarda          | Mark Woodforde    | Sébastien Lareau Alex O’Brien        | 4:6, 7:5, 7:5, 6:3       |
| Zwycięzca     | 48. | 23 marca 1997        | Miami                         | Twarda          | Mark Woodforde    | Mark Knowles Daniel Nestor           | 7:6, 7:6                 |
| Finalista     | 11. | 8 czerwca 1997       | French Open, Paryż            | Ceglana         | Mark Woodforde    | Jewgienij Kafielnikow Daniel Vacek   | 6:7, 6:4, 3:6            |
| Zwycięzca     | 49. | 6 lipca 1997         | Wimbledon, Londyn             | Trawiasta       | Mark Woodforde    | Jacco Eltingh Paul Haarhuis          | 7:6(4), 7:6(7), 5:7, 6:3 |
| Zwycięzca     | 50. | 10 sierpnia 1997     | Cincinnati                    | Twarda          | Mark Woodforde    | Mark Philippoussis Patrick Rafter    | 7:6, 4:6, 6:4            |
| Zwycięzca     | 51. | 26 października 1997 | Stuttgart                     | Dywanowa (hala) | Mark Woodforde    | Rick Leach Jonathan Stark            | 6:3, 6:3                 |
| Zwycięzca     | 52. | 18 stycznia 1998     | Sydney                        | Twarda          | Mark Woodforde    | Jacco Eltingh Daniel Nestor          | 6:3, 7:5                 |
| Finalista     | 12. | 1 lutego 1998        | Australian Open, Melbourne    | Twarda          | Mark Woodforde    | Jonas Björkman Jacco Eltingh         | 2:6, 7:5, 6:2, 4:6, 3:6  |
| Zwycięzca     | 53. | 15 lutego 1998       | San Jose                      | Twarda (hala)   | Mark Woodforde    | Nelson Aerts André Sá                | 6:1, 7:5                 |
| Zwycięzca     | 54. | 22 lutego 1998       | Memphis                       | Twarda (hala)   | Mark Woodforde    | Ellis Ferreira David Roditi          | 6:3, 6:4                 |
| Finalista     | 13. | 26 kwietnia 1998     | Monte Carlo                   | Ceglana         | Mark Woodforde    | Jacco Eltingh Paul Haarhuis          | 4:6, 2:6                 |
| Zwycięzca     | 55. | 3 maja 1998          | Monachium                     | Ceglana         | Mark Woodforde    | Joshua Eagle Andrew Florent          | 6:0, 6:3                 |
| Finalista     | 14. | 5 lipca 1998         | Wimbledon, Londyn             | Trawiasta       | Mark Woodforde    | Jacco Eltingh Paul Haarhuis          | 6:2, 4:6, 6:7, 7:5, 8:10 |
| Finalista     | 15. | 11 października 1998 | Szanghaj                      | Dywanowa (hala) | Mark Woodforde    | Mahesh Bhupathi Leander Paes         | 4:6, 7:6, 6:7            |
| Zwycięzca     | 56. | 18 października 1998 | Singapur                      | Dywanowa (hala) | Mark Woodforde    | Mahesh Bhupathi Leander Paes         | 6:2, 6:3                 |
| Zwycięzca     | 57. | 14 lutego 1999       | San Jose                      | Twarda (hala)   | Mark Woodforde    | Ałeksandar Kitinow Nenad Zimonjić    | 7:5, 6:7(3), 6:4         |
| Zwycięzca     | 58. | 21 lutego 1999       | Memphis                       | Twarda (hala)   | Mark Woodforde    | Sébastien Lareau Alex O’Brien        | 6:3, 6:4                 |
| Zwycięzca     | 59. | 25 kwietnia 1999     | Orlando                       | Ceglana         | Jim Courier       | Bob Bryan Mike Bryan                 | 6:3, 6:4                 |
| Finalista     | 16. | 2 maja 1999          | Atlanta                       | Ceglana         | Mark Woodforde    | Patrick Galbraith Justin Gimelstob   | 7:5, 6:7, 3:6            |
| Finalista     | 17. | 13 czerwca 1999      | Londyn                        | Trawiasta       | Mark Woodforde    | Sébastien Lareau Alex O’Brien        | 3:6, 6:7(3)              |
| Finalista     | 18. | 15 sierpnia 1999     | Cincinnati                    | Twarda          | Mark Woodforde    | Jonas Björkman Byron Black           | 3:6, 6:7(6)              |
| Finalista     | 19. | 10 października 1999 | Szanghaj                      | Twarda          | Mark Woodforde    | Sébastien Lareau Daniel Nestor       | 5:7, 3:6                 |
| Finalista     | 20. | 17 października 1999 | Singapur                      | Twarda (hala)   | Mark Woodforde    | Maks Mirny Eric Taino                | 3:6, 4:6                 |
| Zwycięzca     | 60. | 9 stycznia 2000      | Adelaide                      | Twarda          | Mark Woodforde    | Lleyton Hewitt Sandon Stolle         | 6:4, 6:2                 |
| Zwycięzca     | 61. | 16 stycznia 2000     | Sydney                        | Twarda          | Mark Woodforde    | Lleyton Hewitt Sandon Stolle         | 7:5, 6:4                 |
| Zwycięzca     | 62. | 26 marca 2000        | Miami                         | Twarda          | Mark Woodforde    | Martin Damm Dominik Hrbatý           | 6;3, 6:4                 |
| Zwycięzca     | 63. | 21 maja 2000         | Hamburg                       | Ceglana         | Mark Woodforde    | Wayne Arthurs Sandon Stolle          | 6:7(4), 6:4, 6:3         |
| Zwycięzca     | 64. | 11 czerwca 2000      | French Open, Paryż            | Ceglana         | Mark Woodforde    | Paul Haarhuis Sandon Stolle          | 7:6(7), 6:4              |
| Zwycięzca     | 65. | 18 czerwca 2000      | Londyn                        | Trawiasta       | Mark Woodforde    | Jonathan Stark Eric Taino            | 6:7(5), 6:3, 7:6(1)      |
| Zwycięzca     | 66. | 9 lipca 2000         | Wimbledon, Londyn             | Trawiasta       | Mark Woodforde    | Paul Haarhuis Sandon Stolle          | 6:3, 6:4, 6:1            |
| Zwycięzca     | 67. | 13 sierpnia 2000     | Cincinnati                    | Twarda          | Mark Woodforde    | Ellis Ferreira Rick Leach            | 7:6(6), 6:4              |
| Finalista     | 21. | 24 września 2000     | Igrzyska olimpijskie, Sydney  | Twarda          | Mark Woodforde    | Sébastien Lareau Daniel Nestor       | 7:5, 3:6, 4:6, 6:7(2)    |
| Finalista     | 22. | 7 stycznia 2001      | Adelaide                      | Twarda          | Wayne Arthurs     | David Macpherson Grant Stafford      | 7:6(5), 4:6, 4:6         |
| Finalista     | 23. | 14 stycznia 2001     | Sydney                        | Twarda          | Jonas Björkman    | Daniel Nestor Sandon Stolle          | 6:2, 6:7(4), 6:7(5)      |
| Zwycięzca     | 68. | 28 stycznia 2001     | Australian Open, Melbourne    | Twarda          | Jonas Björkman    | Byron Black David Prinosil           | 6:1, 5:7, 6:4, 6:4       |
| Finalista     | 24. | 18 marca 2001        | Indian Wells                  | Twarda          | Jonas Björkman    | Wayne Ferreira Jewgienij Kafielnikow | 2:6, 5:7                 |
| Finalista     | 25. | 25 marca 2001        | Miami                         | Twarda          | Jonas Björkman    | Jiří Novák David Rikl                | 5:7, 6:7(3)              |
| Zwycięzca     | 69. | 22 kwietnia 2001     | Monte Carlo                   | Ceglana         | Jonas Björkman    | Joshua Eagle Andrew Florent          | 3:6, 6:4, 6:2            |
| Zwycięzca     | 70. | 20 maja 2001         | Hamburg                       | Ceglana         | Jonas Björkman    | Daniel Nestor Sandon Stolle          | 3:6, 6:4, 6:2            |
| Finalista     | 26. | 28 października 2001 | Sztokholm                     | Twarda (hala)   | Jonas Björkman    | Donald Johnson Jared Palmer          | 3:6, 6:4, 3:6            |
| Zwycięzca     | 71. | 13 stycznia 2002     | Auckland                      | Twarda          | Jonas Björkman    | Martín García Cyril Suk              | 7:6(5), 7:6(7)           |
| Zwycięzca     | 72. | 21 kwietnia 2002     | Monte Carlo                   | Ceglana         | Jonas Björkman    | Paul Haarhuis Jewgienij Kafielnikow  | 6:3, 3:6, 10-7           |
| Finalista     | 27. | 19 maja 2002         | Hamburg                       | Ceglana         | Jonas Björkman    | Mahesh Bhupathi Jan-Michael Gambill  | 2:6, 4:6                 |
| Finalista     | 28. | 16 czerwca 2002      | Halle                         | Trawiasta       | Jonas Björkman    | David Prinosil David Rikl            | 6:4, 6:7(5), 5:7         |
| Zwycięzca     | 73. | 7 lipca 2002         | Wimbledon, Londyn             | Trawiasta       | Jonas Björkman    | Mark Knowles Daniel Nestor           | 6:1, 6:2, 6:7(7), 7:5    |
| Zwycięzca     | 74. | 14 lipca 2002        | Båstad                        | Ceglana         | Jonas Björkman    | Paul Hanley Michael Hill             | 7:6(6), 6:4              |
| Zwycięzca     | 75. | 15 czerwca 2003      | Halle                         | Trawiasta       | Jonas Björkman    | Martin Damm Cyril Suk                | 6:3, 6:4                 |
| Zwycięzca     | 76. | 6 lipca 2003         | Wimbledon, Londyn             | Trawiasta       | Jonas Björkman    | Mahesh Bhupathi Maks Mirny           | 3:6, 6:3, 7:6(4), 6:3    |
| Finalista     | 29. | 10 sierpnia 2003     | Montreal                      | Twarda          | Jonas Björkman    | Mahesh Bhupathi Maks Mirny           | 3:6, 6:7(4)              |
| Zwycięzca     | 77. | 7 września 2003      | US Open, Nowy Jork            | Twarda          | Jonas Björkman    | Bob Bryan Mike Bryan                 | 5:7, 6:0, 7:5            |
| Zwycięzca     | 78. | 26 października 2003 | Sztokholm                     | Twarda (hala)   | Jonas Björkman    | Wayne Arthurs Paul Hanley            | 6:3, 6:4                 |
| Zwycięzca     | 79. | 18 stycznia 2004     | Sydney                        | Twarda          | Jonas Björkman    | Bob Bryan Mike Bryan                 | 7:6(3), 7:5              |
| Finalista     | 30. | 28 marca 2004        | Miami                         | Twarda          | Jonas Björkman    | Wayne Black Kevin Ullyett            | 2:6, 6:7(12)             |
| Zwycięzca     | 80. | 20 czerwca 2004      | Nottingham                    | Trawiasta       | Paul Hanley       | Rick Leach Brian MacPhie             | 6:4, 6:3                 |
| Zwycięzca     | 81. | 4 lipca 2004         | Wimbledon, Londyn             | Trawiasta       | Jonas Björkman    | Julian Knowle Nenad Zimonjić         | 6:1, 6:4, 4:6, 6:4       |
| Finalista     | 31. | 8 sierpnia 2004      | Cincinnati                    | Twarda          | Jonas Björkman    | Mark Knowles Daniel Nestor           | 2:6, 6:3, 3:6            |
| Zwycięzca     | 82. | 7 listopada 2004     | Paryż                         | Dywanowa (hala) | Jonas Björkman    | Wayne Black Kevin Ullyett            | 6:3, 6:4                 |
| Zwycięzca     | 83. | 16 stycznia 2005     | Sydney                        | Twarda          | Mahesh Bhupathi   | Arnaud Clément Michaël Llodra        | 6:3, 6:3                 |